# Берлинский воздух (песня)
«Берлинский воздух» (нем. Berliner Luft) — немецкая популярная песня в жанре опереточного марша. Неофициальный гимн Берлина. 

## Краткая характеристика
Автор музыки — немецкий композитор Пауль Линке, который сочинил её в 1904 году для театрального ревю «Берлинский воздух» (либретто Б. Якобсона). Премьера ревю состоялась в том же году в театре «Аполлон» (Берлин). Спектакль не имел успеха и был вскоре снят со сцены, но песня из него привлекла общественное внимание и стала исполняться в берлинских ресторанах и кабаре, вне всякого театрального контекста.
В 1922 году Линке добавил песню в последнюю редакцию своей оперетты «Фрау Луна» (премьера прошла в том же театре «Аполлон»), где она образует центральные музыкальные номера в финалах обоих актов; в качестве автора текста был указан (и указывается поныне) автор либретто 1-й редакции оперетты (1899) Г. Больтен-Беккерс.
«Безвредно-консервативный» характер музыки Линке оказался востребован в Третьем рейхе. Оперетту с помпой поставили в Берлине: в 1935 г. – в Theater des Volkes (ныне Фридрихштадтпаласт), в 1936 г. – в Адмиралспаласте (Admiralspalast). В том же 1936 году песню из оперетты записала на пластинку Лотта Веркмейстер (с мужским хором и танцевальным оркестром под управлением А. Луттера). Стимулом ко всегерманскому распространению шлягера послужила экранизация оперетты (режиссёр Тео Линген, 1941), где его спела исполнительница главной роли Лиззи Вальдмюллер.
В отличие от других песен, потерявших свою актуальность после Второй мировой войны, «Берлинской воздух» продолжает звучать в Германии и поныне, чаще всего – в обработках для духового оркестра, а также для струнного ансамбля, для диксиленда и даже для пианолы. Песню исполняли в концертах и записывали на пластинки многие хоры, оркестры и певцы, в том числе Эрвин Хартунг (на лейбле Amiga, около 1954), Цара Леандер (на немецком и на шведском языках), оперный певец Пласидо Доминго. Берлинский филармонический оркестр регулярно исполняет инструментальную версию «Берлинского воздуха» в заключительном концерте сезона. 
Считается, что песня завоевала популярность благодаря прославлению особого «духа» берлинцев, который раскрыт в тексте. Например, в первой строфе и припеве — «толстый Вильгельм» – прусский король Фридрих Вильгельм II, заслуживший в народе репутацию повесы и бездельника; «бранденбургский песок» – набережная небольшой реки Шпрее, любимое место для прогулок; «истинно берлинские растения» – метафора «настоящих» берлинцев:
| Berlin! Hör' ich den Namen bloß, da muß vergnügt ich lachen! Wie kann man da für wenig Moos den dicken Wilhelm machen! Warum läßt man auf märk'schem Sand gern alle Puppen tanzen? Warum ist dort das Heimatland der echt' Berliner Pflanzen? Das macht die Berliner Luft, Luft, Luft, so mit ihrem holden Duft, Duft, Duft, wo nur selten was verpufft, -pufft, -pufft, in dem Duft, Duft, Duft dieser Luft, Luft, Luft. Ja ja ja… | Берлин! Лишь заслышу это слово и – довольный – смеюсь. Как же хорошо без особых затрат изображать там толстого Вильгельма! Почему всем куклам нравится танцевать на бранденбургском песке? Почему там – родина истинно берлинских растений? Припев. Во всём виноват берлинский воздух с его прелестным ароматом, где лишь изредка кое-что идёт не так, в аромате этого воздуха. Да да да... |

Музыка написана в стилистике опереточного марша, которую формируют двухдольный метр с акцентами, «вколачивающими» сильные доли, быстрый темп, простейшая силлабика, скачки́ в мелодии (в тональности ми-бемоль мажор: g – es1 – g – d1), вызывающие ассоциации с выбрасыванием ног в канкане:

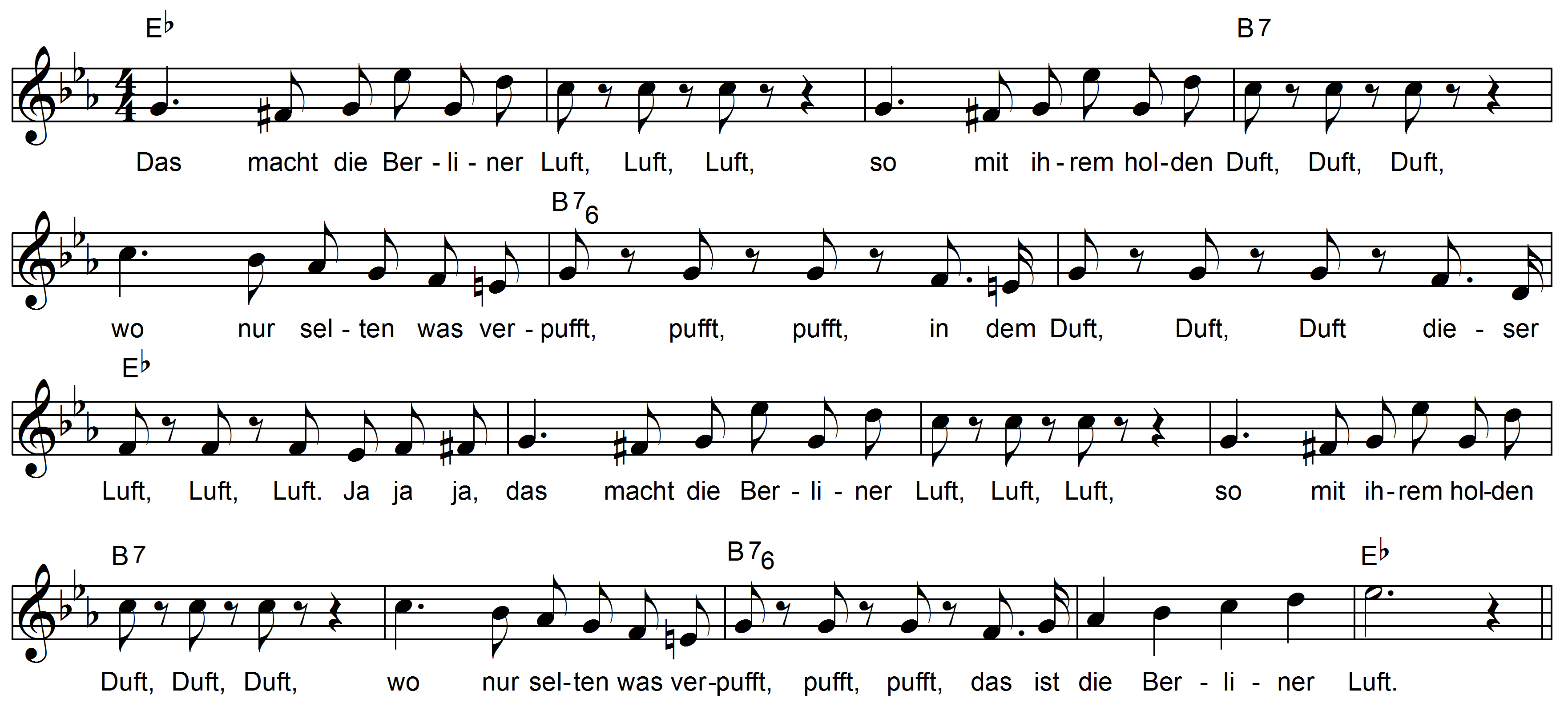
Песня «Berliner Luft» (припев)